# Astragalus sciureus
Astragalus sciureus är en ärtväxtart som beskrevs av Pierre Edmond Boissier och Rudolph Friedrich Hohenacker. Astragalus sciureus ingår i släktet vedlar, och familjen ärtväxter. Inga underarter finns listade i Catalogue of Life.